# Angela Postma
Angela Postma (Ede, Países Bajos, 6 de agosto de 1971) es una nadadora retirada especializada en pruebas de estilo libre. Fue subcampeona mundial durante el Campeonato Mundial de Natación en Piscina Corta de 1995 la prueba de 50 metros libres.
Representó a Países Bajos en los Juegos Olímpicos de Atlanta 1996.

## Palmarés internacional
| Campeonato Mundial de Natación en Piscina Corta | Campeonato Mundial de Natación en Piscina Corta | Campeonato Mundial de Natación en Piscina Corta | Campeonato Mundial de Natación en Piscina Corta |
| Año                                             | Lugar                                           | Medalla                                         | Prueba                                          |
| ----------------------------------------------- | ----------------------------------------------- | ----------------------------------------------- | ----------------------------------------------- |
| 1995                                            | Río de Janeiro ( Brasil)                        | Medalla de plata                                | 50 m libre                                      |
| Campeonato Europeo de Natación                  |                                                 |                                                 |                                                 |
| Año                                             | Lugar                                           | Medalla                                         | Prueba                                          |
| 1995                                            | Viena ( Austria)                                | Medalla de bronce                               | 50 m libres                                     |